# El Heraldo (1842-1854)
El Heraldo fue un periódico editado en la ciudad española de Madrid entre 1842 y 1854, durante el reinado de Isabel II.

## Historia
Fue publicado en Madrid entre 1842 y 1854, fundado por Luis José Sartorius. Considerado sucesor de El Correo Nacional, fue financiado originalmente desde París por el matrimonio formado por Agustín Fernando Muñoz y Sánchez y María Cristina de Borbón-Dos Sicilias. Descrito por María Cruz Seoane como «el más representativo de los periódicos moderados, fiel portavoz de la política de Narváez», El Heraldo formó parte de la oposición antiesparterista, durante la regencia de Espartero, la cual daría paso en 1844 a la Década moderada.
Fueron directores de la publicación Luis José Sartorius, Vicente Díez Canseco, y José María de Mora; en ella colaborarían igualmente autores como Fernando Cos-Gayón, Manuel Bertrán de Lis, Manuel Cañete, Tomás García Luna, Ignacio José Escobar, Ramón Navarrete, Nicomedes Pastor Díaz, Tomás Pérez Anguita, Antonio de los Ríos Rosas, Gabriel García Tassara, Manuel García Barzanallana o Donoso Cortés, entre otros.